# Městská knihovna Žatec
Městská knihovna Žatec je veřejná knihovna s univerzálním knihovním fondem, jejímž zřizovatelem je město Žatec. Od roku 2002 je pověřena výkonem regionálních funkcí pro 12 neprofesionálních knihoven v regionech Podbořansko a Žatecko. Knihovna sídlí v nově zrekonstruovaných prostorách budovy na náměstí Svobody.

## Oddělení knihovny
Městská knihovna Žatec disponuje následujícími odděleními:
- Oddělení pro dospělé
- Oddělení pro děti
- Studovna

## Služby
Městská knihovna Žatec poskytuje knihovnické, referenční, bibliografické a informační služby:
- absenční i prezenční půjčování knih, časopisů, novin, audioknih, CD, deskových her
- kopírování, tisk, skenování, laminování, balení knih
- PC s připojením na internet, Wi-Fi
- zodpovídání dotazů faktografického a informačního charakteru
- donášková služba pro znevýhodněné občany
- meziknihovní výpůjční služba
- možnost vracení knih do biblioboxu
- Knihobudky, Kniha do vlaku, Plážová knihovna[9]

### Vzdělávání a kultura
- besedy a přednášky na nejrůznější témata, autorská čtení
- lekce informačního vzdělávání
- workshopy, tvořivé dílny, výstavy
- Noc s Andersenem
- pasování prvňáčků na čtenáře
- soutěže, akce pro děti a dospělé

## Pobočky
Kromě hlavní budovy poskytuje Městská knihovna Žatec knihovnické služby ve 3 svých pobočkách:
- Pobočka knihovny Jih, Jižní 2777, Žatec
- Pobočka knihovny pro seniory Jih, Písečná 2820, Žatec
- Pobočka knihovny pro seniory Podměstí, U Hřiště 2512, Žatec